# Parc national Buila-Vânturarița
Le parc national Buila-Vânturarița (en roumain : Parcul Național Buila-Vânturarița) est une aire protégée (parc national) située en Roumanie, dans les Carpates méridionales, dans le nord de județ de Vâlcea, dans la région historique de Valachie. Il a été créé en 2005.

## Description
Situé au sud des monts Căpățână, le parc national a une superficie de 4 186 ha, sur le territoire administratif des villages Băile Olănești, Bărbătești et Costești.

## Faune
Mammifères : cerf élaphe (Cervus epaphus), ours brun (Ursus arctos), chamois (Rupicapra rupicapra), chevreuil (Capreolus capreolus), loup eurasien (Canis lupus), sanglier (Sus scrofa), lynx (Lynx lynx), martre des pins (Martes martes), écureuil (Sciurus vulgaris), blaireau (Meles meles), barbastelle (Barrbastella barbastellus), chauve souris petit murin (Myotis blythii), oreillard roux (Plecotus auritus).
Oiseaux : grand tétras (Tetrao urogallus), traquet à tête blanche (Oenanthe leucopyga), milan royal (Milvus milvus), faucon kobez (Falco vespertinus), bergeronnette grise (Motacilla alba), engoulevent d’Europe (Caprimulgus europaeus), bruant des rochers (Emberiza cia), aigle pomarin (Aquila pomarina), tichodrome échelette (Tichodroma muraria), huppe (Upupa epops).
Reptiles, amphibiens et grenouilles : lézard vert (Lacerta viridis), vipère péliade (Vipera berus), serpent lisse (Coronella austriaca), salamandre de feu (Salamandra salamandra), triton alpin (Triturus alpestris), crapaud commun (Bufo bufo), crapaud à ventre jaune (Bombina) variegata) ou grenouille commune (Rana temporaria). 

## Galerie

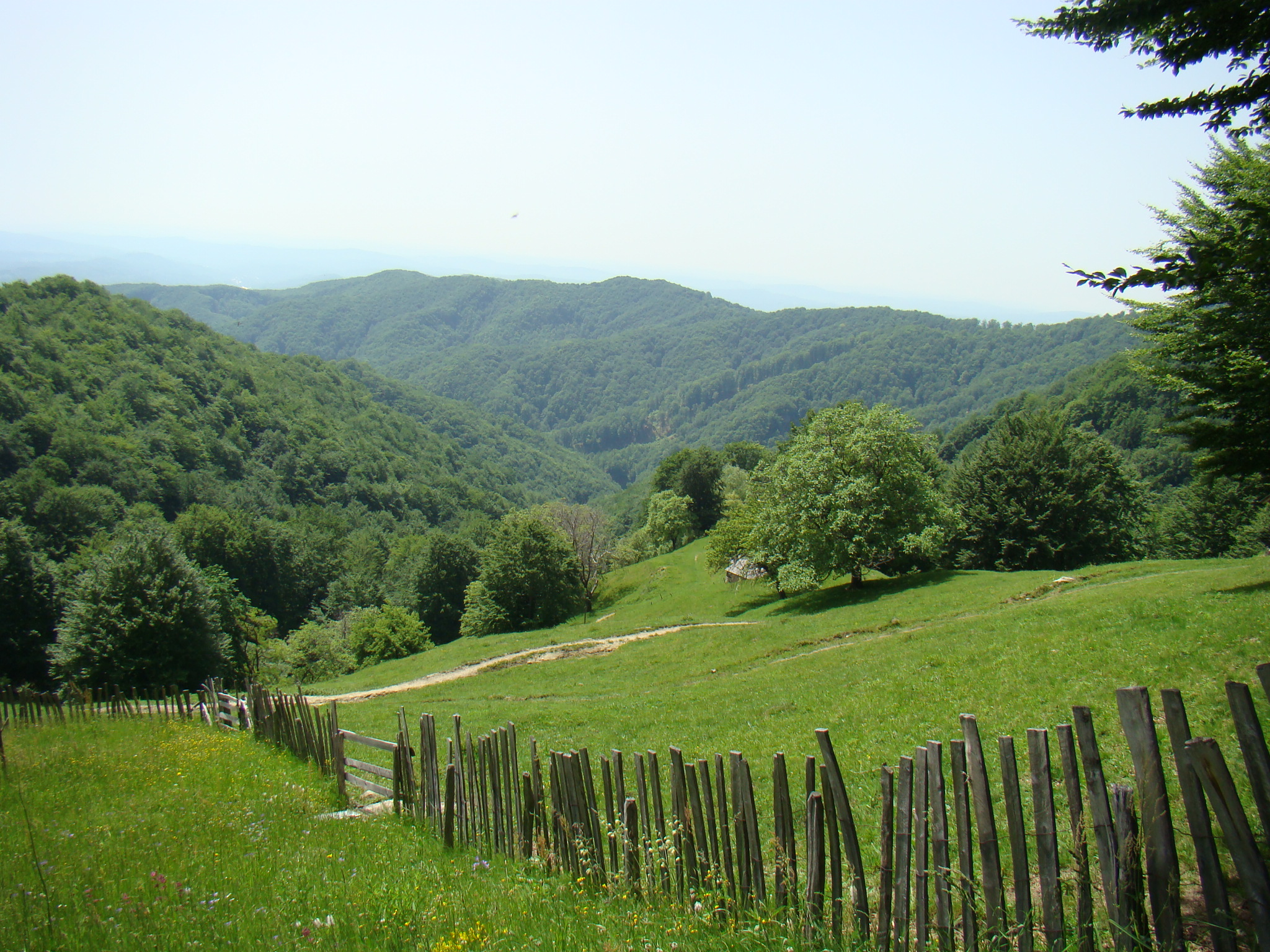
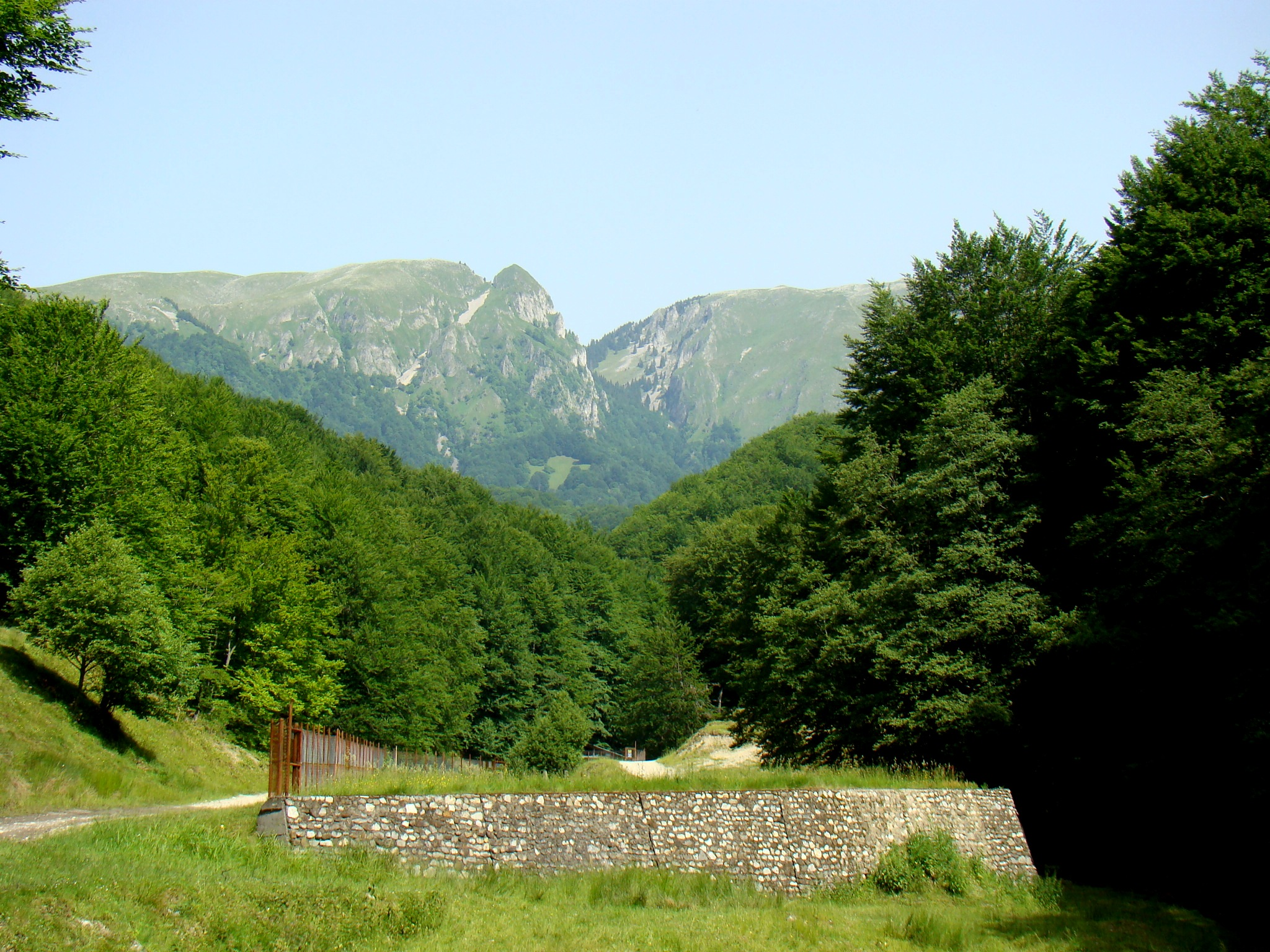
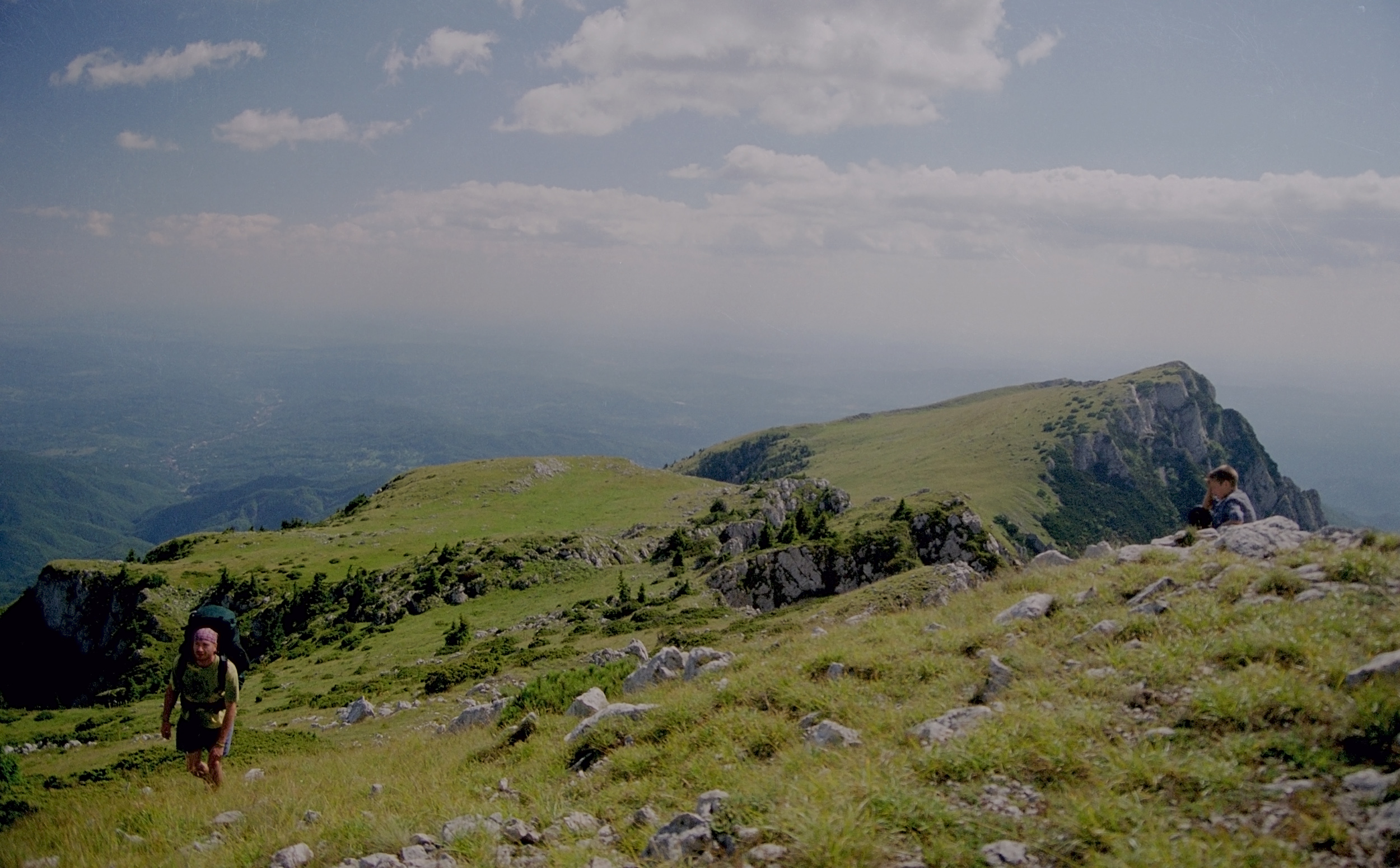
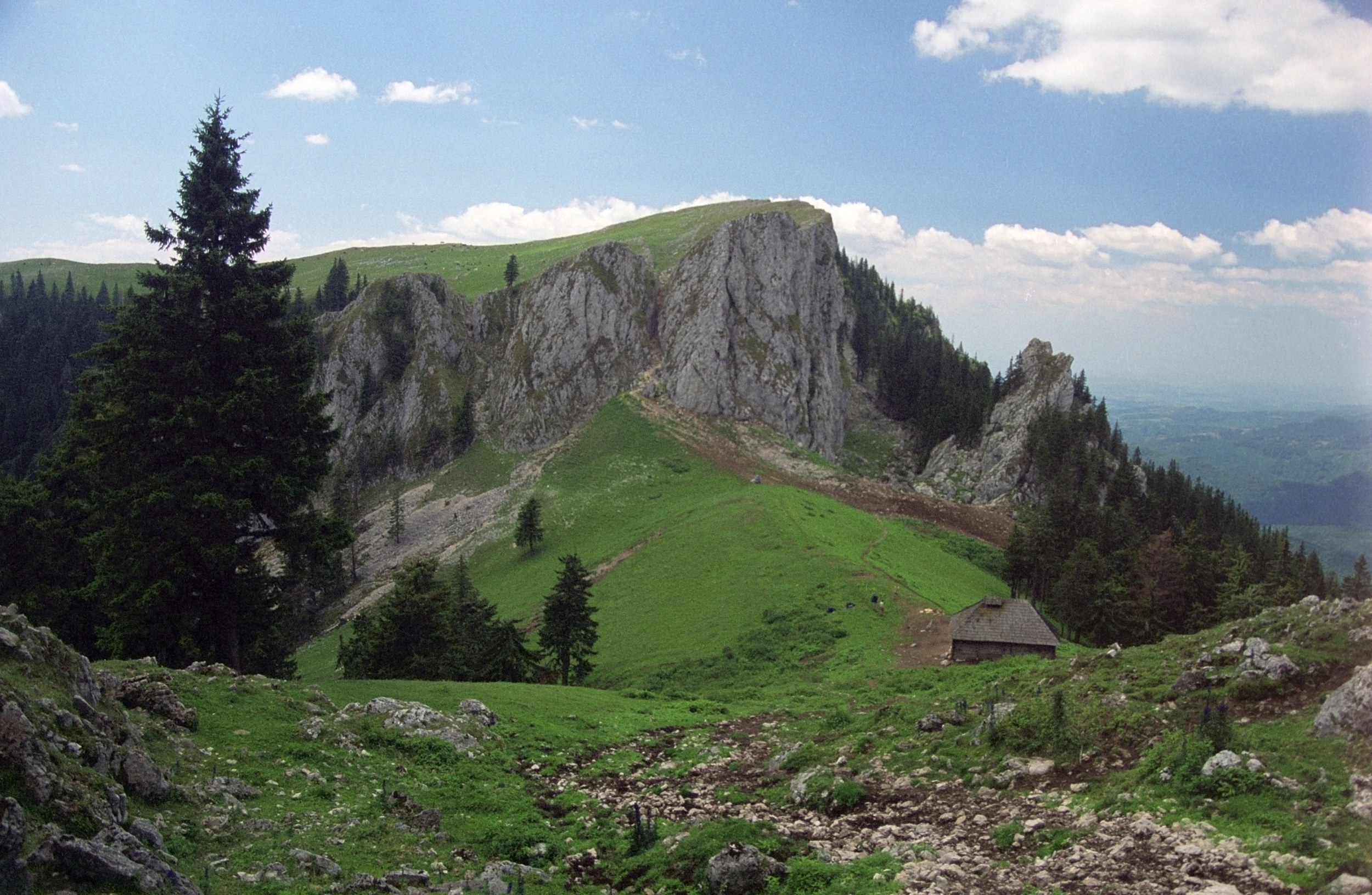
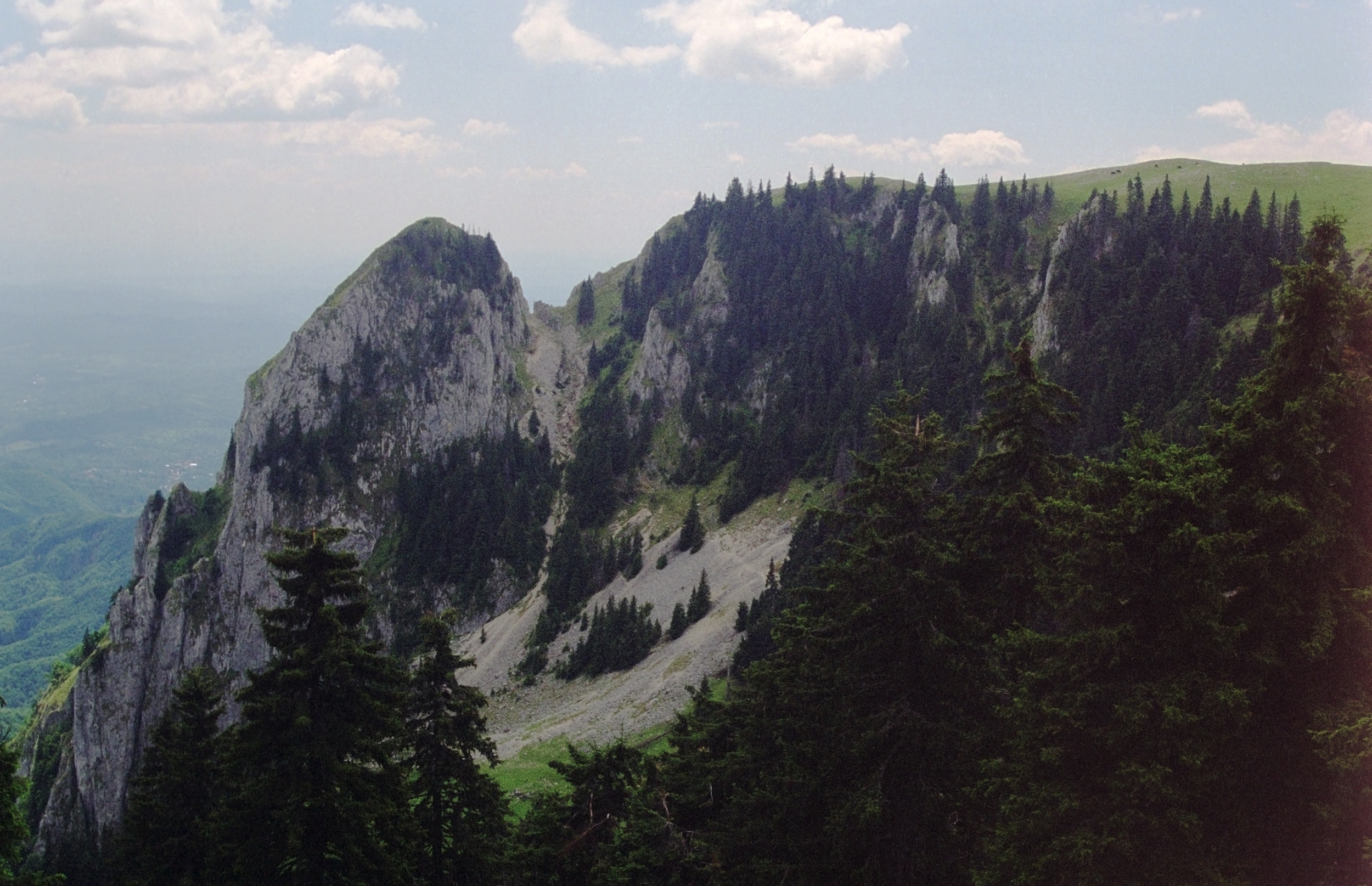